# Зонино
Зонино (рос. Зонино) — присілок в Мединському районі Калузької області Російської Федерації.
Населення становить 32 особи. Входить до складу муніципального утворення Село Нікітське.

## Історія
Від 2004 року входить до складу муніципального утворення Село Нікітське.

## Населення
| 2002 | 2010 |
| ---- | ---- |
| 27   | ↗32  |